# 泊手
泊手是琉球手（空手道的原型）的一個流派，流行於泊村（今沖繩縣那霸市泊）一帶。
泊村曾經是琉球第二大貿易港口，當時大量中國人以及攜帶貨物的外國人來到這裡貿易。泊村也設有安置漂流到琉球的中國人和朝鮮人的館驛。在高麗的三別抄之亂之後，曾有不少三別抄渡海逃到琉球。這些居住在館驛之中的外國人教授了當地的百姓學習拳法，這便是泊手的起源。
泊手誕生的史料缺乏，根據現有史料記載，泊手的始祖可能是泊村人照屋親雲上規箴（1804年-1864年）。照屋規箴向中國山東省出身的漂流難民禪南學習了中國武術。
泊手與首里手相似，較為重視身體的柔韌性和敏捷度。泊手代表的型有：ナイファンチ（内步进）（古式）、パッサイ（拔塞/拔砦）（松茂良、親泊等）、クーサンクー（公相君）（北谷屋良）、ワンカン（王冠）、ワンシュウ（汪輯）等。
泊手的代表人物有：照屋親雲上規箴、宗久親雲上嘉隆、松茂良興作、親泊興寬等。此外，本部朝基和喜屋武朝德也受到泊手流派的影響。
由泊手發展出來的空手道流派有：本部流、沖繩剛柔流、松林流、少林寺流、泊手空手道協會（剛泊會）、松茂良流興德會等。